# Mycetophila sordida
Mycetophila sordida är en tvåvingeart som beskrevs av Wulp 1874. Mycetophila sordida ingår i släktet Mycetophila och familjen svampmyggor. Arten är reproducerande i Sverige. Inga underarter finns listade i Catalogue of Life.